# Церковь «Китай за Христа»
Церковь «Китай за Христа» (Братство Фанчэн; кит. 方城团契) — христианская пятидесятническая церковь в Китае. Представляет собой сеть домашних общин и является одной из крупнейших китайских подпольных церквей. Численность верующих движения оценивается в 12 — 15 млн человек.
Церковь не признана государством и её деятельность в стране запрещена.

## История
Основателем Церкви «Китай за Христа» является Ли Тяньэнь. Ли родился в 1928 году в уезде Фанчэн, округ Наньян. Его дедушка был обращён в христианство Хадсоном Тейлором, основателем Внутренней китайской миссии. Впоследствии, Ли получил духовное образование в Чжунском баптистском теологическом институте в Кайфыне. В 1950-х годах он служил евангелистом и пастором в Шанхае. В начале 1970-х годов Ли Тяньэнь вернулся в родную провинцию Хэнань, где вскоре стал у истоков движения подпольных церквей. Движение получило название Братство Фанчэн, по названию округа Фанчэн, ставшего родиной церкви.
Вскоре церковь распространилась далеко за пределы уезда Фанчэн. Лидеры движения неоднократно подвергались преследованию и арестам. Сам Ли Тяньэнь впервые был арестован в 1975 году и даже приговорён к смертной казни, однако выпущен из тюрьмы через четыре года. На фоне духовного пробуждения, начавшегося в Китае в 1980-х годах, церковь «Китай за Христа» переживает стремительный рост. К началу 1990-х годов церковь присутствовала в 30 китайских провинциях и объединяла 5 млн человек.

## Вероучение
В момент формирования церковь была изолирована от иностранного богословского влияния и создавала собственное вероучение. Тем не менее, вероучение церкви схоже с вероучением классических пятидесятников. Церковь признаёт богодухновенность Библии, триединство Бога и божественность Иисуса Христа.
В 1998 году лидеры движения «Китай за Христа», совместно с Китайским евангельским братством и другими пятидесятническими домашними церквами подписали общую декларацию веры. Среди прочего, декларация признаёт дары Духа Святого, в том числе и говорение на иных языках. Документ также подчёркивает, что знамения и чудеса, присущие апостольской церкви, возможны и в наши дни.